# Podskalnia Góra
Podskalnia Góra (743 m) – góra w Pieninach Czorsztyńskich należących do Pienin Właściwych.

## Opis obiektu
Podskalnia Góra est dobrze wyodrębniona i dobrze widoczna od południowej strony ze Sromowiec Niżnych – znajduje się tuż nad polami uprawnymi tej miejscowości. Od północnego zachodu sąsiaduje z Nową Górą (902 m n.p.m.), wschodnie jej zbocza opadają do Wąwozu Szopczańskiego. W kierunku południowym tworzy grzbiet, w którym kolejno znajdują się: Skalina, Magierowa Skałka i Szewców Gronik. Grzbiet ten oddziela dolinę Kotłowego Potoku (po zachodniej stronie) od doliny Korciepczanego Potoku (po wschodniej stronie). Wśród skał tych wyróżniają się: Pościel, Kafazowe Skały i Oberwana Skała. Szczególnie stroma jej ściana wschodnia opadająca do Wąwozu Szopczańskiego tworzy kamienne gołoborze zwane dawniej przez miejscowych górali Cieplicą, gdyż na wiosnę najwcześniej topniał tutaj śnieg. Wyżej niego znajduje się Oberwana Skała, a po jej północnej stronie żleb Łazisko.

## Przyroda
Podskalnia Góra jest porośnięta lasem, w którym dominują świerki i buki, ale ma liczne partie odsłoniętych i bardzo stromych ścian wapiennych z ciekawą roślinnością naskalnych muraw roślin wapieniolubnych. Z rzadkich roślin stwierdzono występowanie dwulistnika muszego, starca polnego, wiechliny styryjskiej i pluskwicy europejskiej (notowana w 2001).
Podskalnia Góra ma duże znaczenie jako siedlisko rzadkich gatunków ciepłolubnych roślin i zwierząt. Występuje na niej także najliczniejsza w Pieninach kolonia rzadkiego gatunku Exoprosopa cleomene – muchówki znajdującej się w Polskiej Czerwonej Księdze Zwierząt. Jednorazowo obserwowano tutaj nawet kilkadziesiąt tych rzadkich owadów z rodziny bujankowatych. W 2009 r. odłowiono tu nowe dla Pienin gatunki chrząszczy z rodziny stonkowatych: Aphthona pygmaea i Cryptocephalus chrysopus. W latach 1987–1988 znaleziono rzadkie w Polsce gatunki porostów: rozłożyk półpromienny Placynthium subradiatum i kruszynka rozgałęziona Synalissa symphorea, a w 1993 i 2024 zagrożonego wymarciem storczyka dwulistnik muszy.
Znajduje się w Pienińskim Parku Narodowym, w granicach wsi Sromowce Niżne, w województwie małopolskim, w powiecie nowotarskim, gminie Czorsztyn.

## Szlaki turystyczne
żółty ze Sromowiec Niżnych, wschodnim podnóżem Podskalniej Góry (Wąwóz Szopczański) na przełęcz Szopkę.

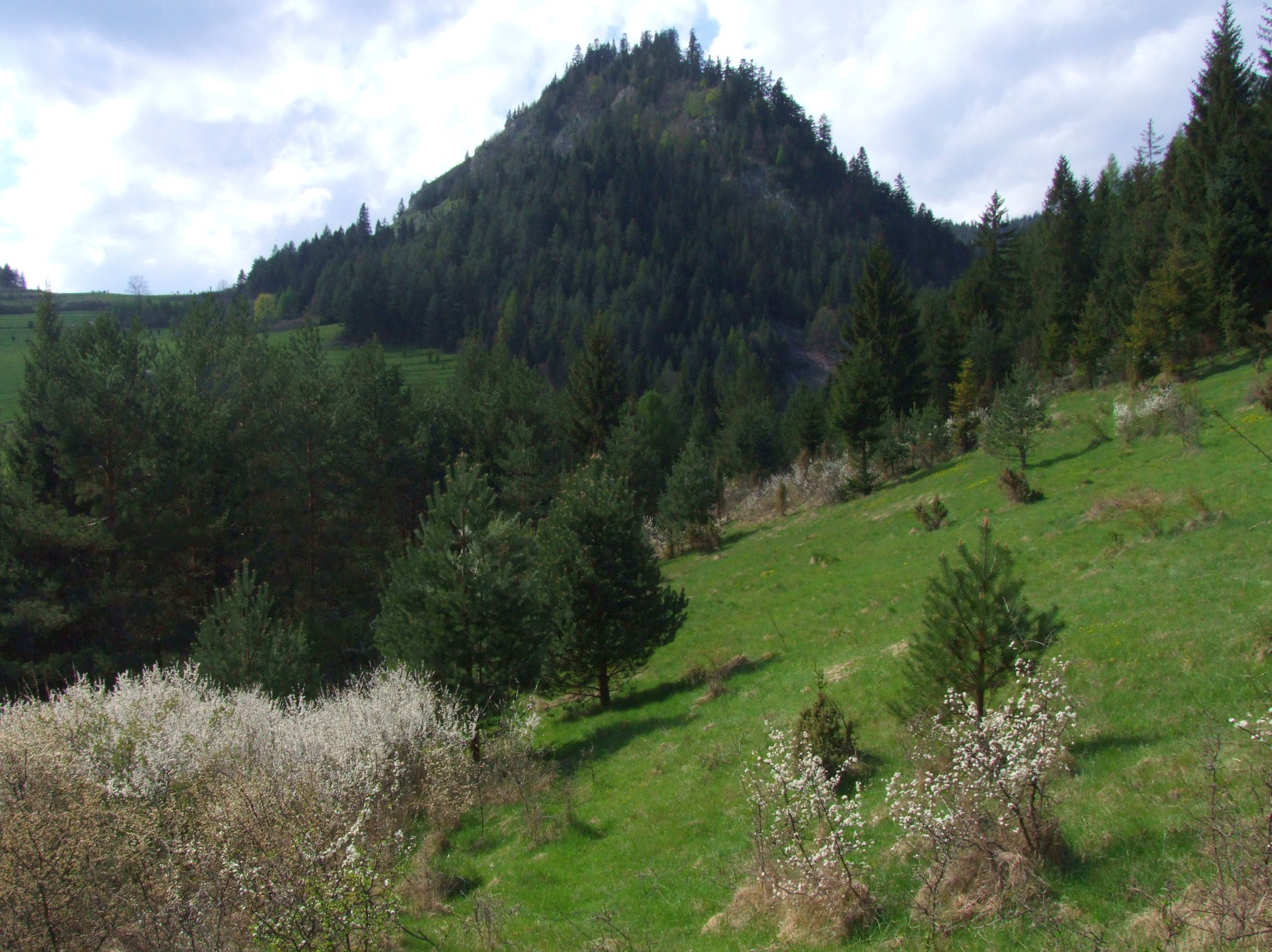
Widok z polany Podłaźce
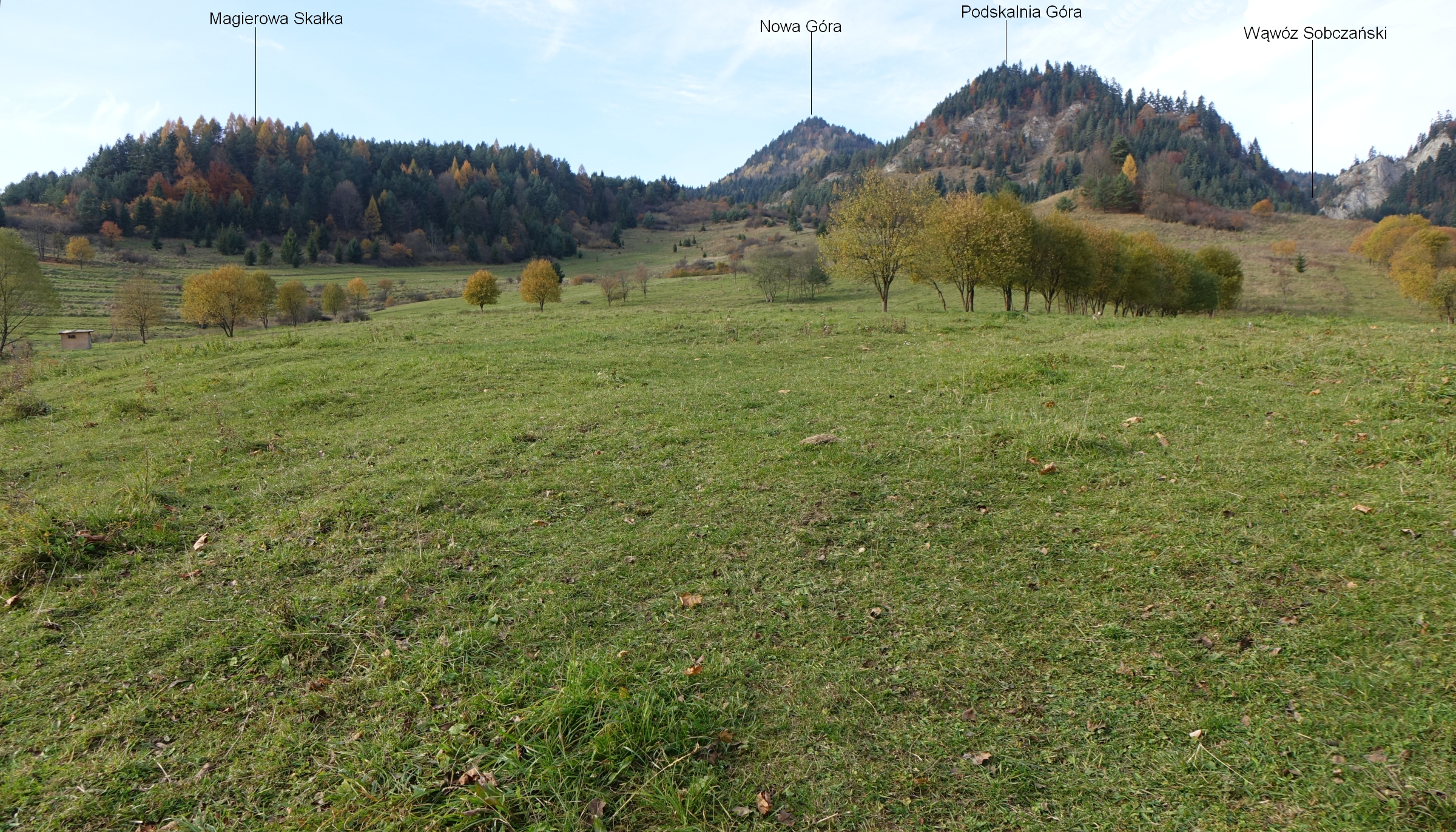
Wido ze Sromowiec Wyżnych
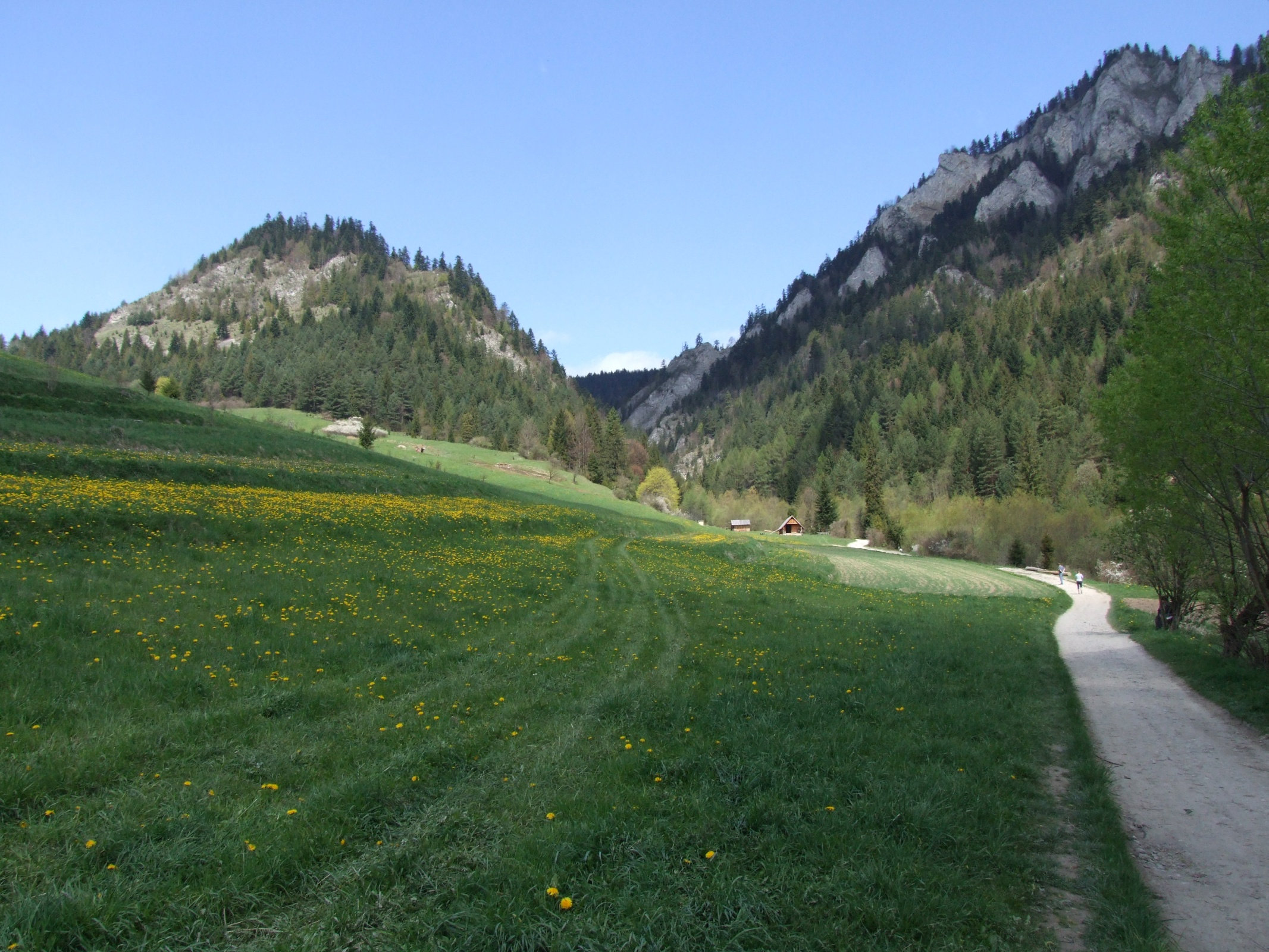
Widok ze Sromowiec Wyżnych
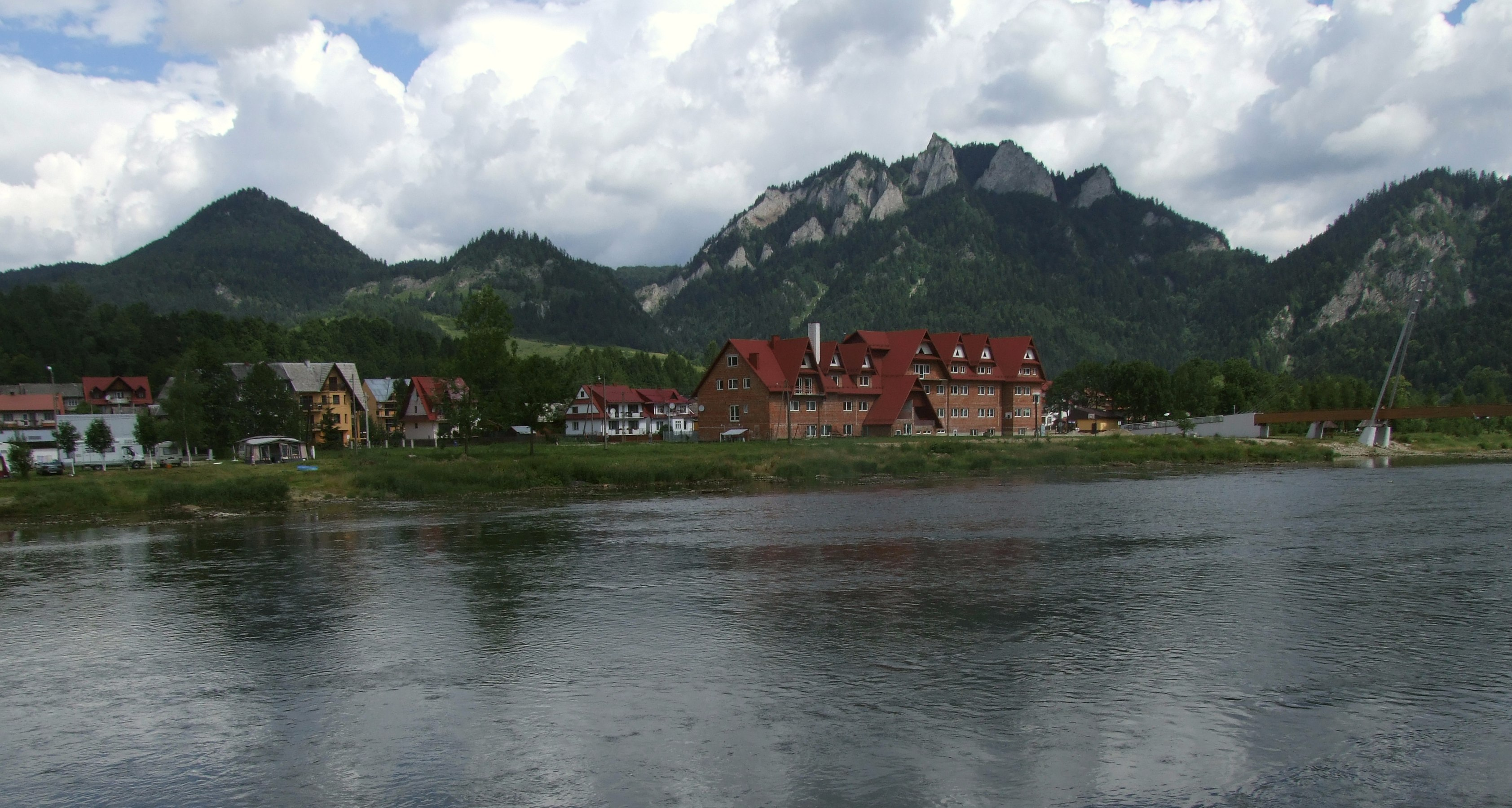
Widok z Czerwonego Klasztoru. Podskalnia Góra po Lewej stronie Trzech Koron